# Eigil Bruno Wendell de Neergaard
Eigil Bruno Wendell de Neergaard, med dæknavnet Erik Møller (7. juli 1913 på Smidstrupgård ved Børkop – 29. marts 1945 i Ryvangen) var en dansk frihedskæmper.
Han var søn af forpagter af Estruplund og Lungholm Carl Ernst de Neergaard (1884-1943) og Doris Wendell (1888-1963). Den 5. januar 1940 ægtede han Ellen Therese Elisabeth Vejlø (født i København 7. august 1918), datter af overassistent Hans Olaf Vejlø og Agnes Nielsen. Under Vinterkrigen 1940 i Finland var han leder af ambulancetjenesten ved det danske lazaret. Han stiftede National Værn i Slagelse, hvor han var leder af Falckstationen. Under besættelsen blev han den første byleder af modstandsbevægelsen i Slagelse. Fra december 1943 var han kontaktmand til en illegal flugtrute over Storebælt. Han tilrettelagde sammen med faldskærmsmanden Erik Boelskov fire (mislykkede) sabotager i Slagelse i august 1943. Fra foråret 1944 indtil juli 1944 var han amtsleder i Sorø Amt med særligt ansvar for organisering i den vestlige del af amtet. Han var modtageleder på Selchausdal ved Tissø 15. oktober 1944, men gik under jorden efteråret 1944.
Den 19. december 1944 blev han anholdt og siden dømt ved en tysk krigsret og henrettet i Ryvangen den 29. marts 1945.
Han er mindet i Mindelunden i Ryvangen.
Hans kiste førtes 20. juni 1945 fra Ryvangen til begravelse i Skælskør.